# Эдельштейн, Михаил Юрьевич
Михаи́л Ю́рьевич Эдельште́йн (род. 25 сентября 1972, Кострома) — российский литературный критик и литературовед.

## Биография
Окончил филологический факультет Ивановского университета и аспирантуру там же, кандидат филологических наук (диссертация «Концепция развития русской литературы XIX века в критическом наследии П. П. Перцова»). Ученик А. Л. Агеева, преподавал в Ивановском университете.
С 1999 года публиковал литературно-критические статьи в газете «Русская мысль», журналах «Новый мир», «Знамя» и др. Автор цикла интервью с ведущими российскими литературными критиками «Это критика» в Русском журнале. В 2000 году опубликовал в издательстве РГГУ монографию «Экономическая деятельность Русской Православной Церкви и её теневая составляющая» (в соавторстве с Н. А. Митрохиным).
С 2005 года жил в Москве. Заведовал редакцией биографического словаря «Русские писатели: 1800—1917» в издательстве «Большая российская энциклопедия». Преподавал на кафедре литературно-художественной критики и публицистики факультета журналистики МГУ. С 2017 года научный директор Фонда Александра Печерского.
В качестве участника принимал участие в телевизионной программе «Своя игра».
Был научным консультантом в фильме Константина Хабенского «Собибор» (2018).
Один из организаторов выставки «Извлечённые из пепла», посвященной по случаю 75-й годовщины побега из концлагеря Собибор (Польша, 2018).
В начале 2023 года эмигрировал в Израиль.

## Семья
Отец — Юрий (Георгий) Михайлович Эдельштейн, протоиерей Русской православной церкви, участник диссидентского движения в СССР, член Московской Хельсинкской группы.
Брат — Юлий Эдельштейн был активистом еврейского движения за право эмиграции из СССР, одним из создателей подпольной сети изучения иврита. В 1987 году эмигрировал в Израиль, где сделал политическую карьеру: с 2009 года стал министром информации и диаспоры Израиля, в 2013—2020 годах председатель Кнессета.

## Книги
- М. Ю. Эдельштейн, Ю. Б. Макарова, К. И. Могилевский. Собибор. Хроника восстания в лагере смерти. — Эксмо, 2018. −16+. — 208 с.- ISBN 978-5-04-091444-9[10]